# Von der Nachtigall und der Blindschleiche
Von der Nachtigall und der Blindschleiche ist ein ätiologisches Tiermärchen (ATU 234). Es stand in den Kinder- und Hausmärchen der Brüder Grimm nur in der 1. Auflage von 1812 an Stelle 6 (KHM 6a) und stammt aus Thomas-Philippe Légiers Traditions et usages de la Sologne (Traditionen und Bräuche der Sologne) in Mémoires de l'Académie celtique 2 von 1808.

## Inhalt
Nachtigall und Blindschleiche lebten zusammen in Eintracht mit je nur einem Auge. Einmal lieh die Nachtigall sich das der Blindschleiche aus, um auf eine Hochzeit zu gehen. Dann gab sie es nicht wieder. Die Blindschleiche schwur Rache. Die Nachtigall sang:
ich bau mein Nest auf jene Linden,
so hoch, so hoch, so hoch, so hoch,
da magst dus nimmermehr finden!
Seitdem haben Blindschleichen keine Augen. Sie wohnen im Busch unter den Nestern der Nachtigallen und versuchen, ihre Eier auszusaugen.

## Herkunft
Jacob Grimm übersetzte den Text aus dem französischen (Traditions et Usages de la Sologne, par. M. Legier du Loiret, T. 2, S. 204–205, Paris 1808) und gibt in der Anmerkung den Originalvers wieder, der den Ton der Nachtigall besser trifft:
je ferai mon nid si haut, si haut, si haut! si bas!
que tu ne le trouveras pas!
In einer handschriftlichen Notiz vergleicht er bzgl. der Lautmalerei KHM 69 Jorinde und Joringel. Man könnte ferner KHM 47 Vom Machandelbaum anführen, zur Handlung vgl. KHM 2 Katze und Maus in Gesellschaft.
Hans-Jörg Uther bemerkt, dass der Text etwas poetisiert wurde, dafür fehlt Légiers Bemerkung, er habe im Gegensatz zum Glauben der Sologner keine Blindschleiche unter einem Nest gefunden. Solche ätiologischen Geschichten erklären Eigenschaften von Tieren, z. B. KHM 173 Rohrdommel und Wiedehopf. Schlangen und Blindschleichen haben im Volksglauben keine Augen.